# Стеценково (Сумский район)

Стеценково (укр. Стеценкове) — село,
Севериновский сельский совет,
Сумский район,
Сумская область,
Украина.
Присоединено к селу Севериновка в 1987 году .

## Географическое положение
Село Стеценково примыкает к селу Севериновка, на расстоянии в 0,5 км расположено село Васюковщина.
По селу протекает пересыхающий ручей с запрудой.
Рядом проходит автомобильная дорога Р-44.

## История
- 1987 — присоединено к селу Севериновка [1].